# Великі Кусківці
Вели́кі Ку́сківці — село в Україні, у Борсуківській сільській громаді Кременецького району Тернопільської області (Південна Волинь, Погориння). Центр однойменної сільської ради (1944—2016). Від вересня 2016 року село у складі Борсуківської сільської громади. Населення становить 618 осіб (2014 рік).

## Населення

### Мова
Розподіл населення за рідною мовою за даними перепису 2001 року:
| Мова       | Кількість | Відсоток |
| ---------- | --------- | -------- |
| українська | 724       | 98,91%   |
| російська  | 7         | 0.95%    |
| румунська  | 1         | 0.14%    |
| Усього     | 732       | 100%     |

## Географія
Розташоване на берегах річки Заболотівка — лівого допливу річки Жирак, за 10 км від найближчої залізничної станції Ланівці. До села приєднано хутори Гори, Додатки, За Двором, Заруддя, За Церквою, Лісковий, Новосілля, Моріг, Пиньки, Поплавщина та Помірки.

## Історія
Територія могла бути заселена племенами так званої ямної культури і ще з часів пізнього палеоліту, оскільки в селі під час будівництва хати у середині 1950-х років було знайдено (Чернець Костянтин Андрійович (1948-2018) на глибині більше 1,5 м крем'яного серпа та крем'яні знаряддя в доброму збереженні.
В нашу еру зафіксоване під різними назвами, зокрема: у міновому записі князів Михайла та Семена Васильовичів Збаразьких (1474) записане як «Косковъ» із ставом, млином «направним» та з 8-ма (господарствами або «димами») на 30-40 душ. Через 100 років — у власності князів Вишневецьких, за яких найперша письмова судова згадка — 1545 рік як Коськівці (21 будинок), 1648 рік — у церковних документах; 1785 рік — Коськовци і лише з 1874 року — Коськовці Большие; 1861 року — Великі Куськівці. У документах адміністративно-територіального поділу з 1946 року — «Великі Кусківці». В місцевому побуті, людей району і в особових документах народжених там — «Великі Куськівці». Отож, потрібно привести ономастичний топонім до норми у встановленому порядку!
Після третього поділу Речі Посполитої (1795) разом з іншими населеними пунктами краю перейшло під владу Московії. Відтоді село належало до Кременецького повіту Волинської губернії.
До початку XIX століття село — у власності графів: Павла Владиславовича Кучальського. Далі у поруч. Фелікса Йосиповича Мілевича (1856). Після тривалого часу, протягом 1863-1673 років розкріпачення, була складена Статутна грамота сільської громади Больших Куськовець Крем'янецького повіту Волнської губернії (1873). У ній — 59 дворів і 186 осіб обох статей. З них дворів: сіячів — 36 і в кожному по 4 дес. 2259 сажн., а всього 177 дес. 1908 сажн. орної польової землі. І ще записано 23 тяглих двори, в яких по 9 дес. 2106 сажн. присадибної землі та по 1 дес. 234 саж. сіножатей, а всього — 227 дес. 338 сажн. земель та 25 дес. 582 сажн. сінокосів. Окрім того під дворами селян — 25 дес. 1791 сажн. За все це на селян визначена була викупна сума — 326 руб. 40 коп. та ще й річного оброку в розмірі 5% від оціночної її вартості (163 руб. 37 коп.). Викупні суми земельної оплати по селу Большие Куськовци Борсукіської волості розраховані Крем'янецьким повітовим мировим посередником Ричинським. Вони розділені: на 1862 рік — 390 руб. 56 коп.; 1863 рік — 1171 руб. 69 коп.; 1864 рік — 1984 руб. 69 коп.; 1865-1866 роки — 2518 руб. 12,5 коп.
У 1839 році вода ставка була спущена через повінь і протягом подальших років використовувалася як топонім «Ставище» під сінокіс (із свідчень солдата-конюха пана Мілєвича на прізвище Ставицький за матеріалами ДАЖО).
У середині XIX століття тут був фільварок із будинком, господарськими спорудами й садом; поруч — гребля та водяний млин, працювали ґуральня і цегельня (на місці нинішньої вулиці Зарічна). Була також і інша цегельня за старим церковним цвинтарем, де випалено цеглу для будівництва церковного храму (1933-37). На початок XX століття залишилася лишень гребля. Про колишній панський маєток нагадував топонім вулиці Фільварок. Натомість тепер чомусь вона переназвана Зарічною. Дивно, проте річку не офіційно так і не названо, бо радянська влада вважала її потічком. Наприкінці XIX століття в селі — 144 двори, населення — 802 особи, серед яких — 235 малих, 4 середні селянські господарства. Діяли початкова школа, 8 (?) крамниць.
Напередодні першої світової війни власницею місцевого фільварку була поміщиця Сабіна Мілевич, яка 1916 року залишила маєток та перебралася до Варшави. Навесні 1917 року з її дозволу панський управитель розпродав землю селянам. Згодом вони розібрали поміщицький будинок (палац) для власних потреб. За це деякі селяни були притягнені польською адміністрацією до юридичної відповідальності за самоправство.
Солдатами, що загинули або пропали без вістей на першій світовій чужій для українців війні значиться 86 імен чоловіків. Протягом 1916—1920 років поблизу села пролягала вузькоколійна залізниця, так звана «Зозулька», яку використовували переважно для потреб фронту. В основному нею до села привозили поранених, оскільки полкові: госпіталь (у реквізованій для фронту хаті Афанасія Никифоровича Цимбалюка (1865-1946) та храм розташовувалися на Фільварку. У 1920-х роках на кошти священика П. Триліського збудовано нове приміщення чотирикласної двомовної школи; вчителем працював В. Скаржевський.
Від 1921 року Куськівці належали до Лановецької ґміни Кременецького повіту Волинського воєводства. Тоді ж засновано філію товариства «Просвіта», яку міг очолювати Ф. Арабський. Згодом просвітяни організували хату-читальню, де працювала бібліотека, передплачували українські часописи й ставили аматорські вистави. При «Просвіті» діяв мішаний хор, ставилися аматорські вистави. Було збудовано громадську будівлю «ремізи», в якій після приходу «визволителів» зі сходу містилися клуб та кінозал.
У вересні 1939 року в селі встановлено радянську владу. В цей час були призначені вибори до так званих Народних зборів Західної України, що відбулися 26–28 жовтня 1939 hjre у Львові. Від Нападівського виборчого округу, наперекір владі, селяни обрали свого жителя й випускника Крем'янецької української гімназії Олексія Афіногеновича Арабського. Він із своїми бюлетенями пропав у районі. «Принесу вам Україну на своїх руках» — такі були його слова на передвиборчих виступах.
Від 7 липня 1941 року до березня 1944 року село перебувало під німецькою окупацією. Протягом 1942—1943 років на примусові роботи до Німеччини відправили близько восьмидесяти молодих куськівчан, з яких, тепер відомо про 4-х загиблих з «квитками у рабство», а саме: Є. Д, Шмигун, М. А. Гуменюк, Д. З. Басій, М. Д. Баран, троє останніх — пропали безвісти.
В УПА воювали місцеві жителі Пилип Басій («Тур»; 1923—1943)), Павло Булава («Шуліка», кущовий провідник «Сашко»; 1920—1947), Борис Гривас (1925—1943), Славко Іваськевич («Ризика»; 1923—1944), Григорій Ковбасюк («Степовий»; 1922—1949), Микита Козачук («Рибалка»; 1924—1944), Сава (1925—1945) і Яків («Данило», «Гриза»; 1922—1944) Солонини, Мартин («Бурий»; 1927—1947) і Михайло (1927—1947) Сотники, Захарій Ставіцький (1922—1945), Фома Сташук («?») (1895—1946), який не здався, а застрелився в оточеній криївці, Павло Хаблюк («Лопух»; 1920—1945), Афіноген Черняк (1914), Максим Шамко («Ґраф»; 1922—1945), Іван Якимчук («Денко»; 1916—1948); Сергій Якимчук («Веселий», заступник орг-мобілізаційного референта СБ «Юрко»; 1922—1946). Всього за зв'язки чи участь в ОУН-УПА більше 71 жителів села були вбиті, репресовані чи вивезені на спецпоселення.
У Червоній армії на фронтах німецько-радянської війни воювали 105 мешканців села, з них 41 загинув, 33 пропали безвісти. Після повернення радянської влади у 1944 році головою сільської ради призначили Філана Крука, який 1946 року загадково зник і вважається таким, що безвісти пропав. Існує дуже ймовірна версія, що він знищений НКВС для вироблення ненависті до СБ УПА. Свідчення дали, що бачили, коли його вели облавники повз Фільварок у напрямку Борсуків: Галина Арламівна (Арабська) Баран (1931-2014), Аполлінарія Афанасіївна (Цимбалюк) Арабська.
У червні 1946 року з Польщі до села переселено 8 родин, які стали повноправною «родиною» куськівчанам та пустили тут вагомі корені своїх родів: Шмагли, Куриськи, Радавці, Туркоці та інші.
12 червня 2020 року, відповідно до розпорядження Кабінету Міністрів України № 724-р «Про визначення адміністративних центрів та затвердження територій територіальних громад Тернопільської області» увійшло до складу Лановецької міської громади.
19 липня 2020 року, в результаті адміністративно-територіальної реформи та ліквідації Лановецького району, село увійшло до складу Кременецького району.

## Релігія

Церква Святого Архистратига Михаїла. Знищена комуністами у середині 1950-х років.

За старань поміщиці Іванни Кучальської було зібрано храм дерев'яної церкви святого Архістратига Михаїла; 1755 року спорудження перевезеного в розібраному вигляді храму (1718) завершили завдяки старань куськівчан. У 1855 році на кошти парафіян, священика К. Трилецького та його дружини Емілії храм підняли на кам'яний фундамент. Проіснувала до 1933 року, коли розпочато будівництво нової мурованої церкви, з тим самим престолом (Архистратига Михайла).
За Польщі збудовано також мурований храм греко-католицької громади (з престолом Архистратига Михаїла), посвячена 4 вересня 1934 року кир. о. Миколаєм Чарнецьким. У ній служили священики: Грош, Гук, єзуїт Марцелій Високінський, білорус Юзеф Гадуцевич (розстріляний у 1943 році під час німецької окупації). Храм діяв до 1954 року, коли його зачинили. Так згодом у ньому влаштували колгоспний зерносклад, а невдовзі будівлю розібрали та виконали той наказ комуністичної влади двоє куськівчан і один із переселенців. Невдовзі всі, як один поплатилися як не власним, то життям дітей.
На початку 1930-х року на кошти парафіян і всеволинського збору пожертв розпочато та 1937 року завершено будівництво нового мурованого храму. Богослужіння у ньому відбувалися до того, як у 1962 році храм був зачинений. Проте селяни проводили самотужки в ньому Богослужіння аж до 1988 року, воно відновлене знову вже в українській церкві Київського патріархату. Священиками у різні часи служили: унійні священники: о. Іван Короткевич (1742—1761); о. вікарій Микола (1761—1762); о. Євстахій Словинський (1762—1790); о. Федір Левицький (1790—1795), якого через відмову від перехід до православ'я «вигнали з села», як уніата, оскільки до цього храм перебував в унійній юрисдикції (УГКЦ). Дяком і священником був також о. Тимофій Кручковський, який одружився в селі та перейшов у служінні на православ'я. З часу, коли храм забраний в уніатів, настоятелем був о. Євстахій Кіндратович Радкевич (1795-1825 роки, помер та похований, як позаштатний священник на сільському цвинтарі 5 червня 1829 року; Віктор Євстахійович Радкевич (1825-1861 роки); о. Василь Михайлович Германеєвський: о. Кирило Триліський (1870-1895 роки), відколи став його син о. Петро Триліський (збудував церковну, так звану «Попову хату» і школу, що збереглися донині), о. В. Косович (1918 рік; більшовицька влада змушувала його зняти зі себе хреста, але священник категорично відмовився, після чого зник безвісти), о. Яків Йосипович Середюк, о. Серафим Антонович Казновецький (1930-1933 роки; разом з іншими священиками відстояв Почаївську лавру, яку хотіли забрати поляки, о. Микола Іванович Скрипник (1933-1940 роки; голова будівничого комітету мурованого храму, посвяченого митрополитом автономної православної церкви Олексієм Громадським у 12 липня 1937 року (зберігся дотепер), о. Х. Сидорчук, о. Тимофій Кручковський, о. Виштикалюк, о. Степан Черняк, о. (митрофорний протоєрей) Іван Кузьмович Огороднік (1924-2005), о. Ананій Бельма, о. Сергій  Борис. Церква св. Архістратига Михаїла діє донині, багато років парафію очолює о. Володимир Флисник.
З духовним життям пов'язаний столітній дуб на священничому обійсті, посаджений 1895 року о. Кирилом Триліським, сидячи під яким він у 1895 році й помер (має стати пам'яткою природи місцевого значення).

## Освіта
У 1859 році засновано церковно-парафіяльну школу, яку очолив місцевий священник о. Віктор Радкевич; у ній працював один учитель.
У 1940 році відкрито початкову школу з українською мовою навчання (директор С. Волянюк).
1969 року почала діяти восьмирічна школа, першим директором якої був Сафон Степанович Дубина. Він же у 1973 році домігся побудови нового її двоповерхового приміщення. 
Нині діють ЗОШ I—II ступенів, дитячий садок «Малятко».

## Соціальна сфера
В архівах зафіксовано, що з 21 серпня 1853 року в селі поширилася холера, внаслідок якої до 31 грудня того ж року померло 52 особи. Вивченням цієї пошесті встановлено, що піку не спостерігається, оскільки щомісячно помирали в середньому 3-4 особи. Натомість у приписному селі Синівці, де цвинтарна Успенська церква збудована 1862 року і тому селяни відвідували куськовецький храм, хвороба розпочалася масово ще з липня 1853 року внаслідок якої до кінця року померло 22 особи і піковим був серпень, коли померло аж 5 осіб. Жодної медицини тоді в селі не було.
1970 році споруджено двоповерховий адмінбудинок, де розмістили сільську раду, відділення зв'язку, 2 крамниці (харчових та промислових товарів).
У 1985 році збудовано медичний пункт. Діють Будинок культури (споруджений у 1987 році), бібліотека, амбулаторія загальної практики та сімейної медицини, відділення поштового зв'язку, три торгових заклади. Перед тим діяла пилорама стрічкового типу.

## Господарство
1949 року створено колгосп імені М. Островського (у селі мешкали тітка і двоюрідні сестри цього радянського письменника); перший голова правління — В. Процюк. Великий внесок у розвиток інфраструктури села та колгоспу зробив Іван Давидович Брега, а також Григорій Антонович Волянюк. Головами також були: Сагура, Мифодій Стахович Золотнюк, який керував колгоспом найдовше з 1966 по 1976 роки, коли колгосп було ліквідовано та приєднано до колгоспу XX з'їзду с. Борсуки. Хоча й відбулося його відновлення окремою господарською структурою, проте цей факт ліквідації завдав господарству селян непоправної шкоди. Як показали події потім її ліквідувати вже не змогли. На початку 1980-х років головою був призначений колишній районний комсомольський функціонер Федчук.
1992 року колгосп перейменовано на «Хлібороб». Тоді в ньому було 16 автомобілів, 7 комбайнів, 25 тракторів, 900 голів ВРХ.
2000 року господарство реформовано у ПСП з такою ж назвою. згодом землі села розпайовані, частину з них орендують ТОВ «Вишнівецьке» й агрофірма «Горинь», 75 родин відновлених сільських господарів обробляють землі одноосібно.
У 1962 році село радіофіковане, 1966 року — електрифіковане, 1988 року — телефонізоване, 2002 року — газифіковане.

## Пам'ятники
- Погруддя Миколи Островського.
- Воїнам-односельцям, полеглим у німецько-радянській війні (1971).
- Пам'ятний знак Ф. Ф. Круку, вбитого енкадебістами, що діяли під виглядом боївок УПА.
- Хрест символічної могили воїнів, загиблих під час першої світової війни.
- Могила учасниці УПА М. Гуменюк («Гафійки»), замордованої енкадебістами.
- Спільне поховання невідомих солдат радянської армії, розстріляних у селі окупантами влітку 1941 року.

## Відомі люди

### Народилися
- Борис Басок (нар. 1956) — вчений-фізик, член-кореспондент НАНУ, лауреат Державної премії України в галузі науки і техніки.
- Руслан Баран (нар. 1958) — український науковець, кандидат економічних наук, член-кореспондент ТАУ, інженер-економіст, менеджер-фахівець летовищної справи (почесний працівник авіаційного транспорту України), правник (арбітр НСПП), педагог вищої школи (доцент), краєзнавець і громадський діяч.
- Василь Каркіч (нар. 1958) — радянський військовик, полковник.
- Роман Іваськевич (1937—2000) — український маляр.
- Григорій Портянко — художник.
- Володимир Шмигун (нар. 1947) — художник-ювелір.
- Остап Іванович Дубина (1943-2017) — церковний регент, вчитель, засновник і керівник хору, музикант. Випускник Чернівецької консерваторії (1972).
- о. Аверкій (Аверкій Іванович Войтко (1881—1930) — священник, керівник антибільшовицького повстання в Шепетівській окрузі (був на парафії в селі Плужне (тепер Шепетівського району Хмельницької області), розстріляний разом із 10-ма іншими керівниками-ініціаторами антикомуністичної боротьби Шепетівським МДБ.
- Григорій Андрійович Ковбасюк (1920—1949) — вояк ОУН УПА.

### Мешкали
- Олексій Афіногенович Арабський (1914-? р. см. невід.) — депутат Народних Зборів Західної України по Нападівському виборчому округу (зник у Кременці з бюлетенями), учасник Кременецького формування ОУН.
- Оксана (Сяня) Афіногенівна Арабська (Войтович; 1925-2005) — пропагандистка УПА на псевдо «Гілка». Спочатку заарештована Ланівецьким МДБ (1946), втекла і була легалізована через Білокриницький технікум, студіювала у Львівській лісотехнічному інституті (переведена технікумом з метою легалізації шляхом оформлення метричних на інших документів зі зміненими персональними даними) та Львівському педагогічному інституті, де на передвипускній практиці заарештована повторно (1949). Засуджена на 10 років каторги в Казахстанських степах, учасниця Кенгірського повстання в'язнів сумління, відбувала покарання до 1956 року, активна учасниця руху опору та громадських справ у наступні роки перебудови та за часів Незалежності. В останні роки мешкала у селі Сокільники біля Львова, де померла й похована. Сестра Олексія Арабського.

### Перебували
- Самчук Улас Олексійович (1905-1987) — видатний український письменник, журналіст і публіцист, редактор, лавреат УММАН, член уряду УНР у вигнанні, член ОУП «Слово».
- Островський Микола Олексійович (1904–1936) — радянський письменник; учасник встановлення радянської влади в Україні та боротьби з повстанським рухом за незалежність.
- Брусилов Олексій Олексійович (1853-1926) — російський військовий діяч. Генерал від кавалерії. В госпіталі під час підготовки до прибуття на Волинь російського царя Миколи II.
- Блаженний Миколай Чарнецький — ЧНІ (1884-1959), церковний діяч Української греко-католицької церкви, редемпторист, єпископ, професор Духовної семінарії у Станиславові, настоятель монастирів у Костополі й Ковелі на Волині, Апостольський візитатор для слов'ян візантійського обряду поза руськими єпархіями, в Польщі, хіротонізований (на єпископа) з осідком у Варшаві, згодом у Ковелі. Проголошений мучеником і блаженним УГКЦ.
- Скрипник Степан Іванович (1898-1993) — хорунжий Армії УНР, визначний український церковний діяч, патріарх Київський і Всієї України УАПЦ, патріарх Київський і всієї Руси-України УПЦ (КП) Мстислав, Першоієрарх УАПЦ в Діаспорі. Почесний громадянин Тернополя. Небіж (син сестри) Симона Петлюри.
- Петлюра Симон Васильович (1879-1926) — український державний, військовий та політичний діяч, публіцист, літературний і театральний критик. Організатор українських збройних сил. Член Генерального секретаріату Української Центральної Ради на посаді Генерального секретаря з військових справ (28 червня-31 грудня 1917). Головний отаман військ УНР (з листопада 1918). Голова Директорії УНР (9 травня 1919-10 листопада 1920). Дядько по матері патріарха Мстислава, який (С. Скрипник), служив 1920 року у гміні с. Борсуки й мешкав там само. У селі Великі Куськівці служив Микола Скрипник, який запрошував їх на хрестини своїх дітей (зі слів Андрія Боб'юка (1926—2016; зятя о. Миколи).

Світлини села
Свято-Михайлівський храм УГКЦ в день його освячення 04.09.1934 р.
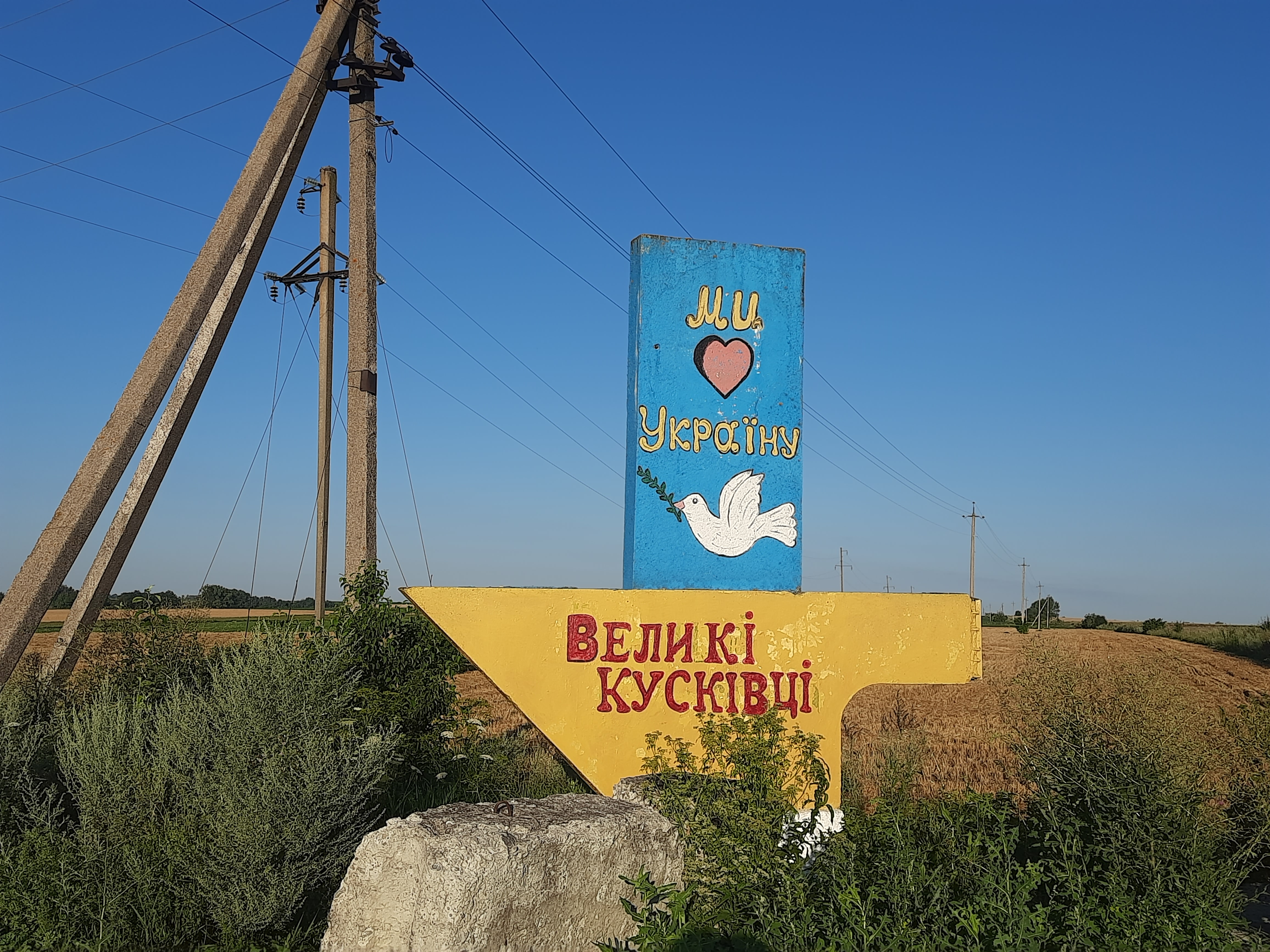
Знак при в'їзді в село
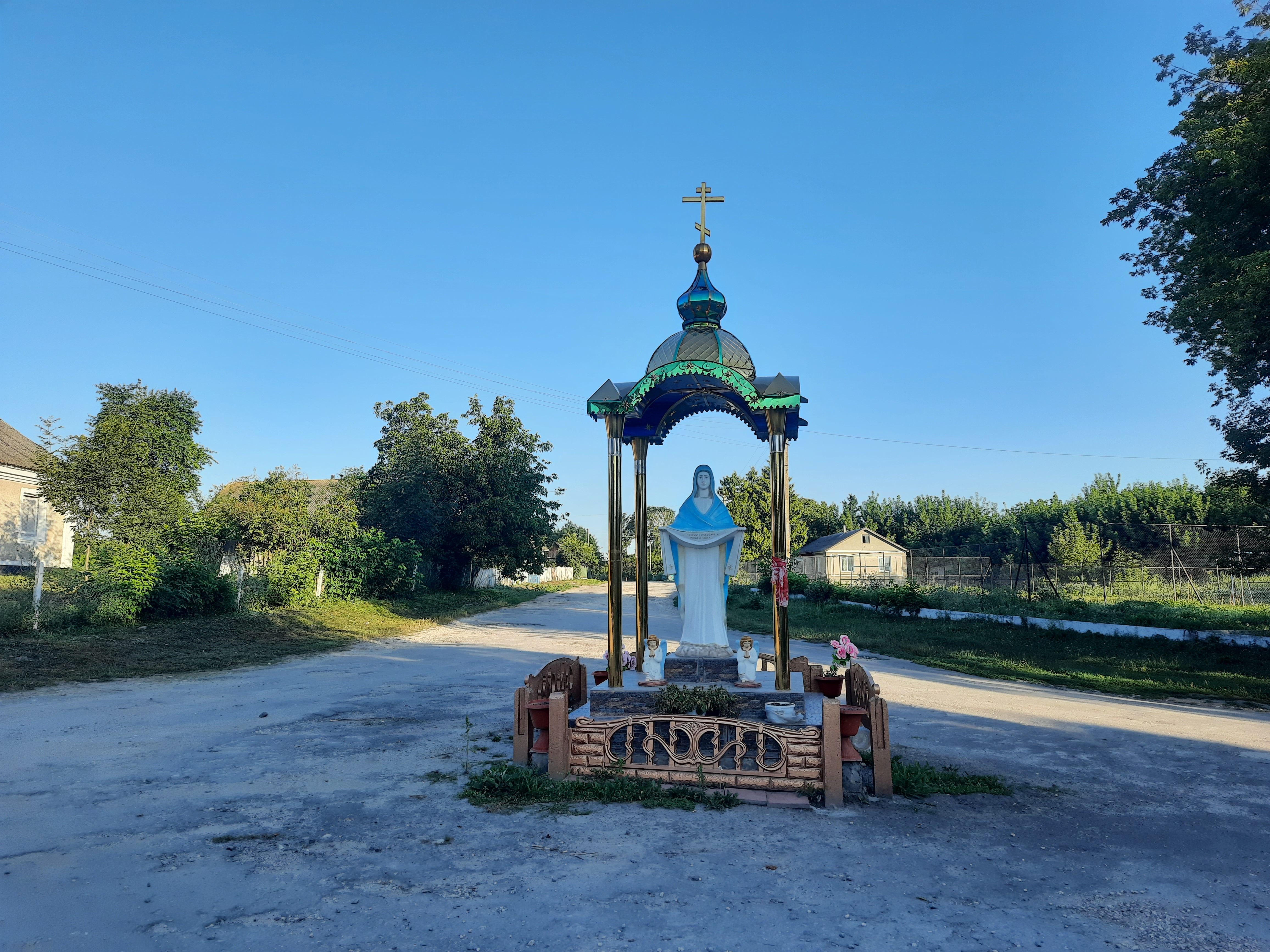
Фігура Божої Матері
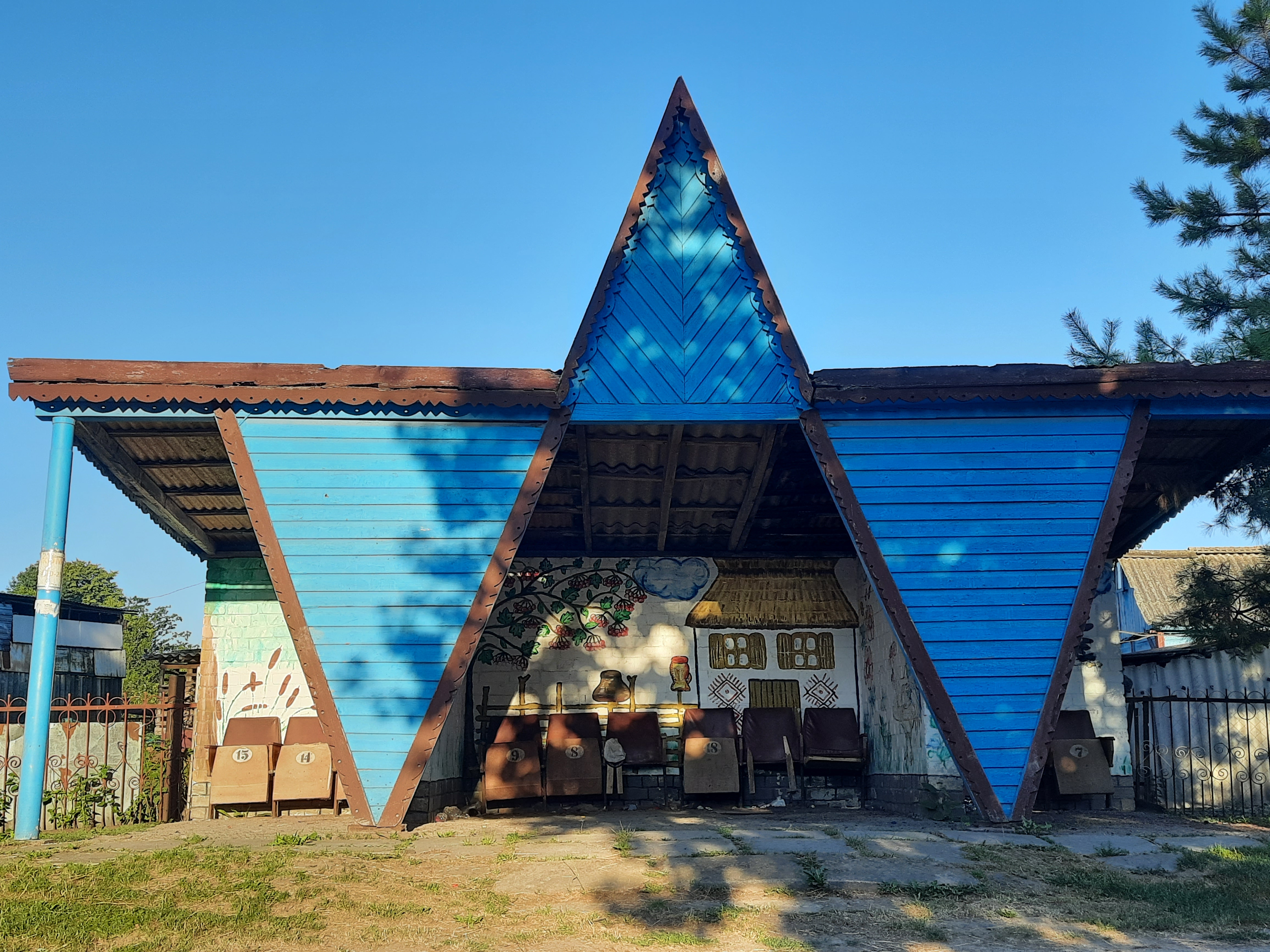
Автобусна зупинка
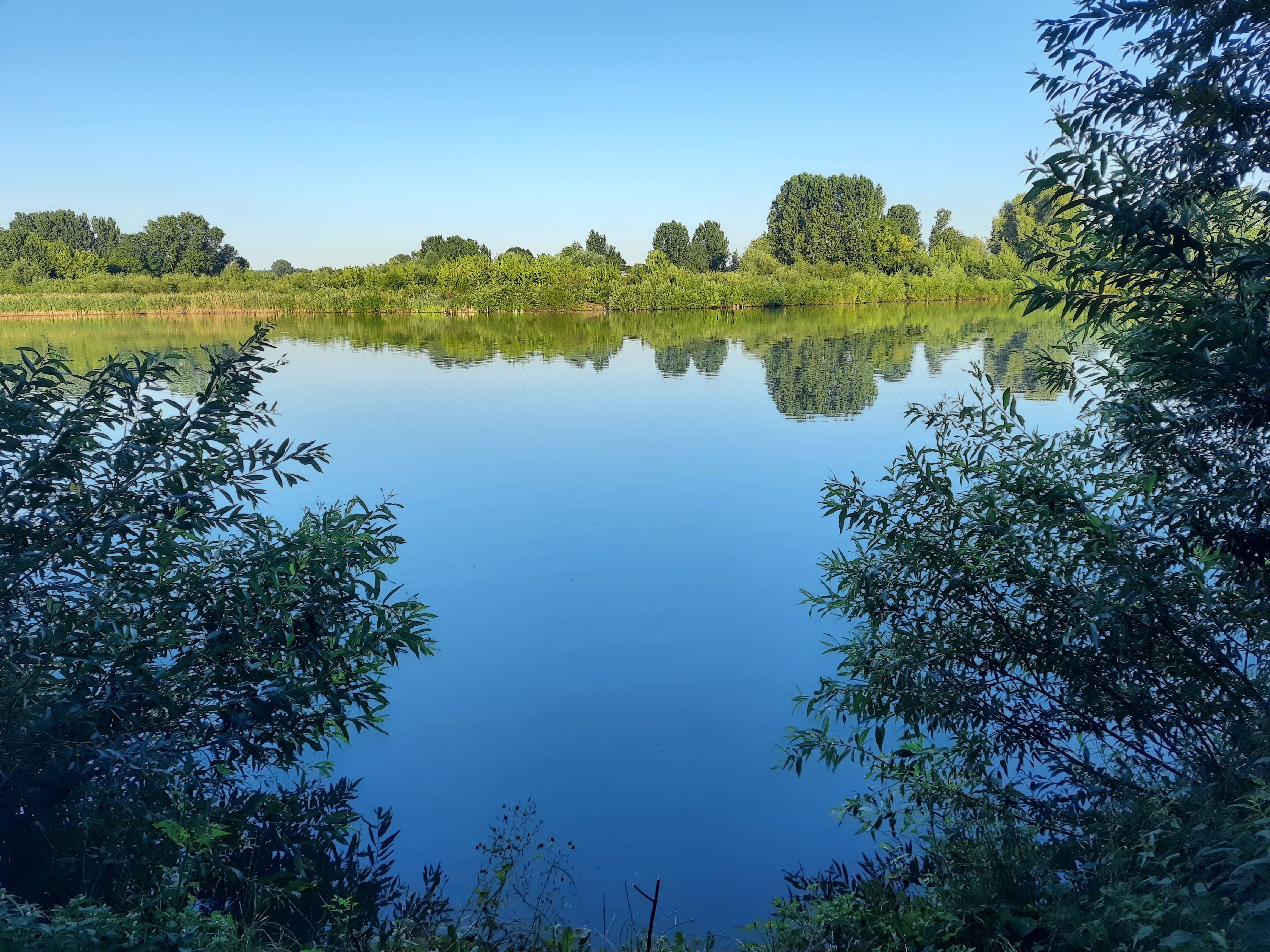
Став біля села
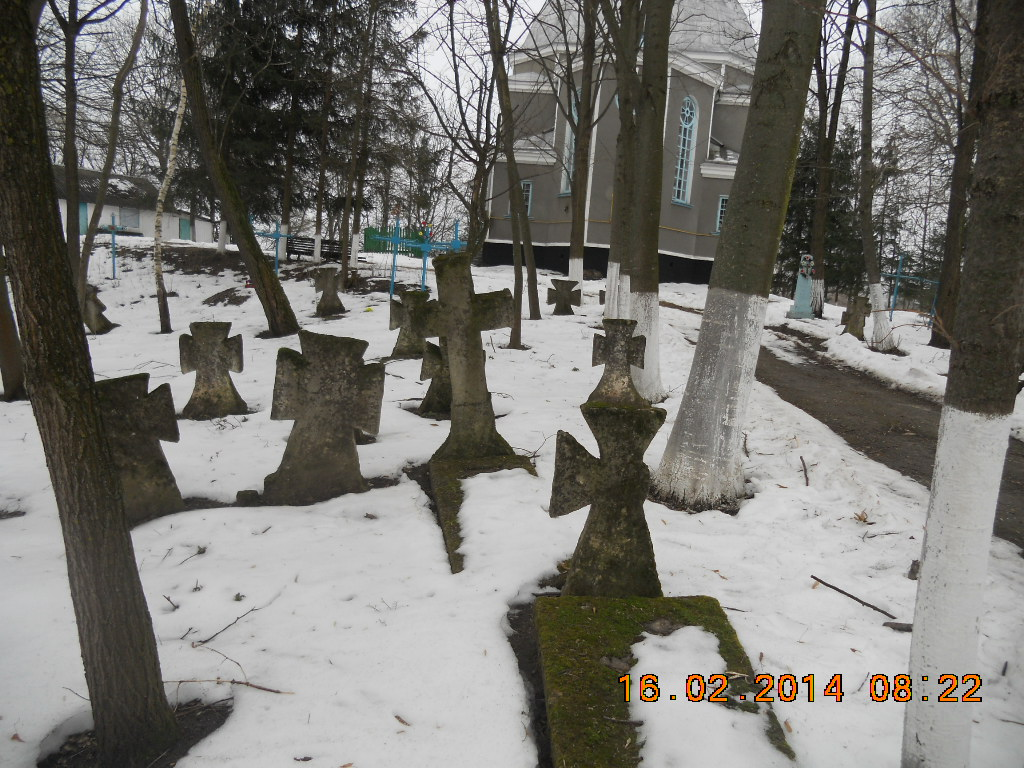
Давній прицерковний цвинтар (XVII-XVIII століття; діяв до 1861 року)
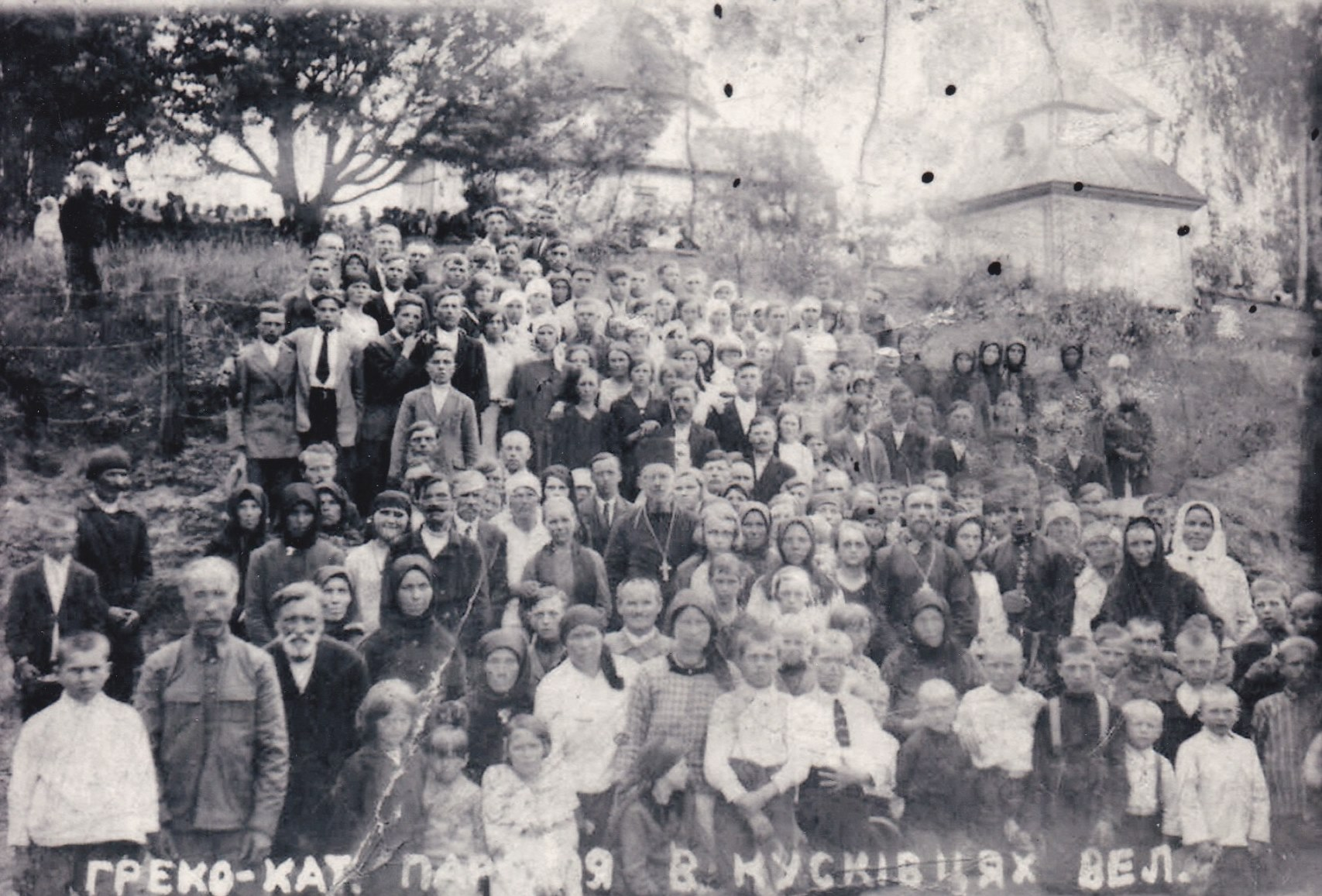
Давній Свято-Михайлівський дерев'яний храм, збудований 1718 року, розібраний у 1933 році